# Sarah Montani
Pour les articles homonymes, voir Montani.
Sarah Montani, née en 1972 à Salquenen, est une juriste et artiste suisse. 
Elle est la cofondatrice de la société Weblaw. Ses récentes productions artistiques utilisent la réalité augmentée.

## Biographie

### Origines et famille
Sarah Montani naît en 1972 à Salquenen, dans le canton du Valais.
Son père, germanophone, est électricien ; sa mère, francophone, est aide-soignante.
Ellle passe son enfance en Valais.

### Études et parcours professionnel
Sarah Montani étudie au lycée-collège Spiritus Sanctus de Brigue[source insuffisante] où elle obtient, en 1993, le premier prix de poésie d'un concours littéraire de langue allemande organisé par une association de la ville de Brigue. 
Elle entreprend ensuite des études de droit à l'Université de Berne dont elle obtient le diplôme de master en 2003. Pendant ses études, de 1999 à 2001, elle travaille aux Instituts de droit civil, de droit fiscal et de droit bancaire de l'Université de Berne.[réf. nécessaire]
Elle fonde la société Weblaw avec Franz Kummer en 1998 ou en mai 1999. Cette société fournit des outils juridiques en ligne dont le premier moteur de recherche juridique gratuit ainsi que la première revue juridique suisse en ligne Jusletter. Sarah Montani quitte Weblaw en 2023, pour s'adonner à plein temps à sa carrière artistique.

### Parcours artistique
Sarah Montani étudie pendant treize ans le piano et le violon au conservatoire de Sion, en Valais.
Elle se consacre par la suite à la peinture. Pour sa première exposition en juin 2005, au Château de Saint-Aubin, dans le canton de Fribourg, elle présente soixante peintures à l'huile réalisées entre 1997 et 2005,. Une deuxième, intitulée Flot, suit en décembre 2005 et janvier 2006 dans la ville de Fribourg,. Elle a alors un atelier de peinture dans le val d'Anniviers.
En 2022, elle fonde un nouveau type d'art utilisant la réalité augmentée, qu'elle nomme Sferismus et qui consiste à faire des projections animées sur une oeuvre d'art originale physique, projections qui peuvent être visualisées et déplacées à l'aide d'un téléphone portable. Les oeuvres de Sarah Montani ont notamment été visualisées en 2022 à la Biennale de Venise, à l'Art Basel Miami Beach et en 2023 à l'Art Basel. Avec ce projet artistique, Sarah Montani "occupe" des musées, notamment le Kunsthaus de Zurich, pour attirer l'attention sur la sous-représentation des artistes féminines dans le domaine culturel et pour leur donner plus de visibilité sur la scène artistique.

## Publications
- (de) Mensch & Modern Art, Metaspheres, 2022.
- (de) « Neue Horizonte im Recht. Künstliche Intelligenz und visuelle Analytikin », Jusletter IT,‎ 27-28 mars 2024.
- (de) « Verknüpfung von Epochen: Moderne Sklaverei im Spiegel der Marie-Séraphique », Konquistadoren und Sklavenhändler vom Bodensee, Saint-Gall, Verlagshaus Schwellbrunn,‎ 2024, p. 90-94.